# Attiya Waris
Pour les articles homonymes, voir Waris (homonymie).
Attiya Waris (née en 1974) est une écrivain et universitaire kényane, professeure à l'université de Nairobi et écrivant sur le financement du développement sous diverses perspectives, notamment les flux financiers illicites et la réforme de la fiscalité des entreprises. Elle a dénoncé la politique qui autorisait Apple à avoir des taux d'imposition préférentiels en Irlande. Elle soutient que les autorités fiscales irlandaises sont dirigées par les classes supérieures qui ont oublié le sort des pauvres de leur pays.

## Biographie
Waris est né à Nairobi en 1974. Elle a obtenu son premier diplôme à l'université de Nairobi. Waris a obtenu sa maîtrise en 2002 à l'université de Londres et en 2004 à l'université de Pretoria. Son doctorat en droit fiscal a été décerné par l'université de Lancaster en 2009 à la suite d'une thèse intitulée « Solving the Fiscal Crisis: Re-legitimising the Fiscal State through the Realisation of Human Rights A Case Study of the Kenyan Constituency Development Fund » sous la direction de  (en). De 2007 à 2013, elle a été vice-présidente du Tax Justice Network.
Waris est une spécialiste de l'évasion fiscale et elle est apparue dans le film documentaire The Spider's Web: Britain's Second Empire.
En 2013, elle a co-écrit un livre sur la «Tax Justice».
The Irish Times a cité ses opinions lorsque Apple a été condamnée à payer 13 milliards de dollars en taxes évitées au gouvernement irlandais par la Commission européenne en 2016. Waris a fait valoir que les droits de l'homme étaient ignorés étant donné que le gouvernement irlandais faisait appel de la décision et permettait à Apple d'éviter un taux d'imposition des sociétés plus bas. Waris a déclaré que «les gens sont tellement occupés à ne pas regarder les informations et trop occupés à se divertir. La baisse du taux d'imposition créait un environnement dans lequel des pays comme le Kenya ne pouvaient pas être compétitifs car l'Irlande offrait à Apple des taux d'imposition inférieurs au coût de la fourniture de services à l'entreprise. Elle fait valoir que les autorités fiscales irlandaises sont dirigées par les classes supérieures qui ont oublié le sort des pauvres de leur pays.
En 2020, elle a parlé des entreprises néerlandaises qui cultivaient des fleurs coupées au Kenya. Les entreprises utilisaient des adresses à Amsterdam pour éviter la taxe sur les gros chiffres d'affaires. Attiya, qui avait étudié cette industrie, a indiqué qu'ils utilisaient des terres kényanes mais qu'ils évitent de les payer. Les enquêteurs (« Investico ») avaient découvert en utilisant des données kényanes et les Panama Papers que des entreprises néerlandaises comme Oserian (en) utilisaient des fiducies au Liechtenstein et dans les îles Vierges britanniques en 2011 pour éviter presque tous les impôts au Kenya malgré un chiffre d'affaires de 47 millions de dollars.

## Publications
- Tax Justice and the Political Economy of Global Capitalism, 1945 to the Present, 2013, avec Jeremy Leaman[3]
- (en) Kristina Froberg et Attiya Waris, Bringing the billions back : How Africa and Europe can end illicit capital flight, Stockholm, Forum Syd Forlag, 2011 (ISBN 978-91-89542-59-4, lire en ligne [archive du 22 décembre 2017]).